# Protracheoniscus bocki
Protracheoniscus bocki är en kräftdjursart som beskrevs av Karl Wilhelm Verhoeff1939. Protracheoniscus bocki ingår i släktet Protracheoniscus och familjen Trachelipodidae. Inga underarter finns listade i Catalogue of Life.